# IC 4344
IC 4344 — галактика типа SB в созвездии Волопас. Поверхностная яркость — 13,2 mag/arcmin². Этот объект входит в число перечисленных в оригинальной редакции «Нового общего каталога».